# 昭和新山 (小惑星)
昭和新山 (8874 Showashinzan) とは、小惑星帯にある小惑星の1つ。
1992年10月26日に円舘金と渡辺和郎によって発見された。名前は北海道の火山、昭和新山に因む。